# فيفيانا دياز
فيفيانا دياز (بالإسبانية: Viviana Díaz)‏ هي ناشطة حقوق الإنسان تشيلية، ولدت في 26 أكتوبر 1950 في سانتياغو في تشيلي.